# Metejoor
Metejoor, de son vrai nom Joris Van Rossem (né le 4 janvier 1991 à Duffel), est un chanteur belge de musique pop qui chante en néerlandais. Il est arrivé en tête du classement Ultratop en Flandre avec les singles 1 op een miljoen et Dit is wat mijn mama zei, tirés de son premier album éponyme, qui s'est classé en tête des classements d'albums respectifs.

## Biographie
Né le 4 février 1991 à Duffel, Metejoor voulait devenir professeur de gymnastique avant de se lancer dans la musique. Après que sa sœur envoie une cassette d'audition à The Voice van Vlaanderen en 2016, il rencontre le producteur Hans Francken, et commence à sortir de la musique. Il a souffert d'un trac extrême au début de sa carrière. En 2018, il fait la première partie du groupe belge Clouseau lors de sa tournée aux Pays-Bas, et de Niels Destadsbader au Sportpaleis d'Anvers.
Metejoor arrive en tête du classement Ultratop 50 Singles pour la Flandre pendant deux semaines non consécutives en avril 2021 avec le single 1 op een miljoen, en duo avec la chanteuse néerlandaise Babet, qui se classe également à la 29e place du Top 40 néerlandais. La chanson Dit is wat mijn mama zei arrive également en tête du hit-parade flamand pendant trois semaines en mars et avril 2022. Son premier album éponyme devient numéro un en Flandre le 6 novembre 2021, et arrive en tête du hit-parade pendant trois semaines au début de l'année suivante.
Il annonce en septembre 2021 quitter son emploi à l'école de Turnhout pour se consacrer entièrement à la chanson.

## Travail à la télévision
Metejoor participe à la version flamande de Dancing with the Stars fin 2021, mais se retire en raison d'une blessure. Il participe également à la deuxième saison de l'émission de téléréalité Een echte job sur VTM, dans laquelle des célébrités apprennent à travailler dans un hôpital à Hasselt.
En 2022, Metejoor devient juge pour la sixième saison de The Voice Kids en Flandre.